# Jaroslav Seifert
Jaroslav Seifert listenⓘ (23 tháng 9 năm 1901 tại Praha – 10 tháng 1 năm 1986 tại Praha) là một nhà văn, nhà thơ và nhà báo Tiệp Khắc được nhận giải Nobel Văn học năm 1984.

## Tiểu sử và sự nghiệp
Jaroslav Seifert sinh tại Žižkov, ngoại ô Praha. Bố ông, Antonín Seifert (sinh 1861), là thợ khóa, viên chức, nhà buôn bán ảnh và công nhân tại khoa chỉnh hình. Mẹ ông là Marie Seifertová (tên sinh Marie Borutová) (sinh 1873).
Ông theo học một số trường gymnázium (một loại trường trung học tại Séc), nhưng bỏ học sau năm thứ sáu vì nghỉ nhiều. Trong thời gian này Seifert hay đi bán thơ của mình tại những quán bia Praha. Tập thơ đầu tiên của ông được xuất bản năm 1921.
Ông là thành viên Đảng Cộng sản Tiệp Khắc, chủ bút nhiều báo và tạp chí cộng sản - Rovnost, Srsatec và Reflektor - và là nhân viên của nhà xuất bản cộng sản. Trong thập niên 1920, ông được coi là người cầm đầu những người đi tiên phong nghệ thuật Tiệp Khắc.
Năm 1949, ông và sáu nhà văn cộng sản khác bị đuổi ra khỏi đảng cộng sản vì ký tên vào bản tuyên ngôn chống đối lại xu hướng Bolshevik của Đảng Cộng sản Tiệp Khắc.
Năm 1949, Seifert bỏ nghề viết báo để trọng tâm vào văn học. Thơ của ông nhận được nhiều giải quốc gia quan trọng những năm 1936, 1955 và 1968; năm 1967, ông được bổ nhiệm thành Nghệ sĩ quốc gia. Ông trở thành chủ tịch Hiệp hội Nhà văn Tiệp Khắc trong vòng mấy năm (1968-70). Năm 1984, ông nhận được Giải Nobel. Ông mất năm 1986.

## Tác phẩm nổi bật
Tác phẩm “Praha – vòng hoa thơ sonet” là bài thơ hay của Seifert gồm 15 bài sonet, mà câu mở đầu của bài tiếp theo là câu kết thúc của bài trước đó và bài cuối cùng là tập hợp những câu đầu tiên của 14 bài trước đó. Thể loại thơ “vòng hoa sonet” (A crown of sonnets) này có ở Ý từ thế kỷ XIV và thường được các bậc thầy về thơ dùng để thi thố tài nghệ. Tác phẩm đặc biệt này đã được dịch ra tiếng Việt.
| Praha a Věnec sonetů 1 Praha ! To chutná jak hlt vína, Opakuji si stokráte to jméno dechem naváté a sladší dechu milenčina. Ať sirény však nad domy, dají si radši přilbu s čela, beztak nám ještě nedozněla siréna našich svědomí. Kdybych ji viděl jako vázu, z níž zůstaly jen střep a prach, kdybych měl přežít jeji zkázu, prach její sládl by v mé slině. Je jako pečeťna listině, i kdyby byla v sutinách. 2 I kdyby byla v sutinách a voda s větrem dělila si i popel zbylý z její krásy a to, co přežilo by strach, žila by jako věčný vzkaz a píseň, která zní mi v uchu, jak obraz na plynoucím vzduchu, vznášející se mimo nás. Kdyby smrt začla počítati, stojíc už zmaru na dosah, jen do sta, jen do padesáti, nebudu prchat z palisády, i kdybych potácel se hlady a kdybych ztratil vlastní práh. 3 A kdybych ztratil vlastní práh a ve tmě bloudil kolem Dómu! Co počal bych bez jejích stromů, bez jejích dešťů na hradbách? Znám všechny její meluzíny. Když v březnu poodhrnou list, fialka, drobný ametyst, třpytí se pod ním v misce hlíny. Je oblak, s kterým jdu, a vím, že ve vteřině bude jiná, je proměnlivá jako dým. však na klenbě katakomb, i kdyby stála v dešti bomb, krví se zalkla její hlína. 4 Krví se zalkla její hlína když drtil ocelový pás dlaň náměstí a lámal vaz uliček pod věžemi Týna. A děla střílející z Letné srážela větve a ty též brániti chtěly starou věž, když v kouři rozkvétal jsi, květne ! Je znamenána na čele slovem vyřčeným pro naději i křížem svého popele. Jen když si řeka ovíjí jak cop, jenž padl na šíji ! Z těch nebudu, kdož opouštějí. 5 Z těch nubudu, kdož opouštějí buď ze strachu či přemíry zoufalství, nebo z nevíry i to, zač mnohý děkuje jí. Za skývu chleba, jež nám zbyla, když rezivěl nůž na střence, za trochu vody v kropence, která nám ústa pokropila. A šáteček, jenž zamává tu, víc možná někdy slíbí mi než všechny vlajky cizích států. Čtu verše jen svým čtyřem stěnám, hodina zlá je, těžko je nám, budu tu čeka s mrtvými. 6 Budu tu čekat s mrtvými, až jara, šitá u básníků prchavým stehem okamžiků z modravých tkanin nad nimi, ověnčí trávou jejich hrob: vždyť žádná ústa nevypraví tak jako tento chomáč trávy, dneska mi drahý dvojnásob. Prožívám jejich dny a žaly, i když vybledly kostýmy, těch, s nimiž kdysi tančívali. I binokl vidívám v lóži, i plášť, když čekám na nároží od jara pozdě do zimy. 7 Od jara pozdě do zimy, od zimy opět do dnů jara, kdy vítr bílé krajky párá a zdobí Prahu jinými. Je duben. Slunce ze džbánu rozlilo mléko. Budou křtiny ! Připrav si proutek rozmarýny a pověz, kde tě zastanu. A pod podloubím u Týna už v ruce držím ruku její, když rukavičku rozpíná; poslouchaje hlas půlhodin čekal bych tam jak hůl a stín, jak ten, kdo čeká u veřejí. 8 Jak ten, kdo čeká u veřejí trpělivě a oddaně a jemuž padá do dlaně jen déšť a krůpěj za krůpějí. Jakmile vítr svane s lýtek družičce závoj krajkový, v té chvíli trochu zrůžoví i šeré okno karmelitek. Sirény schovejte si již ty smutné barvy paraplíček, vždyť, Praho, ty tak špatně spíš! Komu zas dáme na pospas všechno to hezké kolem nás, kdyby smrt volal opět sýček ? 9 Kdyby smrt volal opět sýček a my zas schody do chrámu hledali ve tmě k neznámu jen s plamenem svých olejniček ? Až budem žalovati nebi a až nám budou nejblíže studený kámen u mříže a nohu probodené hřeby, ať Ta, jež dneska okolo má mladistvý půvab dívčích čel a je tu u nás v květnu doma, přemluví Toho, jenž se hněvá. Nebyli bychom víc než pleva, kdyby Bůh na nás zanevřel. 10 Kdyby Bůh na nás zanevřel a poručil jen pro potupu to město dáti drápům supů a dešti padajících střel, vezmi si je, než zapraští krov jeho věží, plných zvonů. Dame Ti je jak zlatou sponu, ať zatřpytí se na plášti. A zbav nás bázně, zažeň strach, ať bĺý šat a závojíček neválejí se na troskách. Vím, že to město uchrání Tvá přímluva, Tvé usmání a slza na řasách Tvých víček. 11 A slza na řasách Tvých víček podpírat bude jeho zeď. Zas jaro řekne stromu: Kveť, a obleče jej do rolniček a do písní, jež nedovedem, když vystupujíc na špičky, postříká květní kalíšky barvami, světlem, vůní, medem. Ty, jejíž bodá chodidla kráčejí v květnu mezi stromy a šlapou ďáblu na křídla, plač za toho. kdo zdráhá se; jediná slza na řase tu kletbu nad střechami zlomí. 12 Tu kltebu nad střechami zlomí a zapomenem na pumy, městem zas život zašumí jak kdysi v čas jen povědomý. Žít zplna a ne po troše, z pocitu vůle, jenž je vžit, nemyslit na smrt, ale být, být pro život, být z rozkoše. Aby se ticho bezpečí vrátilo opět v tyto domy. Špatně se spává na meči a ještě hůř spí bezbranní. Často jsem volal ze spaní to, co na srdci leželo mi. 13 To, co na srdci leželo mi, když hanba, zvyklá na veteš, strojila se jak krásná lež a chtěla mluvit o svědomí. Když sesouval se svět a závrať vedla nás téměř nad propast, když bylo pro smích slovo vlast a kořist dělala si chamraď. Když dobře utažený řemen svazoval davy lidských těl, by nesly větší tíhu břemen, i když jsem mluvil k okenicím zavřeným, slepým, neslyšícím, já pro vás přece zpívat chtěl. 14 Já pro vás přece zpívat chtěl, když už jen vítr naposledy vedl si svou bez napovědy v té tmavé noci bez světel. S tím jménem na rtech půjdu k ní jak dítě, třeba do plamenů. Já miloval ji jako ženu, jíž choulíme se do sukní. Tu rozmarnou, jíž v podpaží zní luna jako mandolína, i tu, která bdí na stráži a drží ruku v orloji, jenž jde a jde a nestojí. Praha ! To chutná jak hlt vína ! 15 Praha ! To chutná jak hlt vína, i kdyby byla v sutinách a kdybych ztratil vlastní práh, krví se zalkla její její hlína, z těch nebudu, kdož opouštějí, budu tu čekat s mrtvými od jara pozdě do zimy jak ten, kdo čeká u veřejí. Kdyby smrt volal opět sýček, kdyby Bůh na nás zanevřel, jediná slza v řasách víček tu kletbu nad střechami zlomí. To, co na srdci leželo mi, já pro vás přece zpívat chtěl. | Praha – vòng hoa thơ sonet 1 Ôi Praha! Người như hớp rượu vang Ta say sưa muốn hát cả trăm lần Ôi tên gọi như một lời nguyện ước Nghe rưng rưng như tiếng thổn thức lòng. Những mũ đá kia xin hãy đem quăng Còi báo động, hãy giấu vẻ ngày thường Bởi vì rằng chúng ta dù câm nín Tiếng còi lương tâm vẫn cứ vang lên. Mà nếu dù cho thành phố tan hoang Còn ta một mình trên đống tro tàn Làm đứa con không gì an ủi nổi Thì cho ta được nuốt vào tro bụi Để dấu vết trong lòng ta còn mãi Cả khi Người chìm ngập giữa tan hoang. 2 Cả khi Người chìm ngập giữa tan hoang Gió và nước với nhau sẽ tranh giành Cái vẻ đẹp còn lại từ tro bụi – Tất cả những gì còn sau sợ hãi. Người trở thành một bài ca văng vẳng Bên tai ta, trong sâu thẳm cõi lòng Người trở thành bức tranh treo trên sóng Giữa đất trời, còn mãi đến muôn năm. Nếu cái chết vẫn tiếp tục kiếm tìm Và trong sợ hãi lúc đó chỉ còn Năm mươi người đàn ông trong hẻm nhỏ Thì ta vẫn không từ giã bức tường Mặc cơn đói như gió thổi dưới chân Và ngôi nhà đổ kềnh trên ngưỡng cửa. 3 Và ngôi nhà đổ kềnh trên ngưỡng cửa Một mình ta trong bóng tối lang thang Quanh lâu đài đã không còn cây cối Không có mưa đổ xuống những bức tường. Những ngọn gió của người ta thân thiết Giữa tháng ba nâng từng chiếc lá khô Một màu tím tỏa ra ánh sáng mờ Màu thạch anh sáng trong từng bát đất. Người là mây, người trong từng khoảnh khắc Ánh bừng lên đường nét thật mong manh Dễ đổi thay, như khói, như bóng hình Ta sẽ đứng trên những hầm mộ đất Ngay cả khi có những trận mưa bom Máu của người ngẹn ngào trong đất sét. 4 Máu của người ngẹn ngào trong đất sét Ta ngỡ như tiếng gầm thét, khi mà Tiếng gầm rú của đoàn xe bọc thép Lượn vòng quanh những đường phố Týna. Khi tiếng pháo gầm lên ở Letné Súng đáp trả vang rền trên đường phố Dây điện đứt và cành lá bung ra Để bảo vệ cho những tòa tháp cổ. Nhưng dù sao vẫn còn niềm hy vọng Thánh giá vẫn còn trên đống tàn tro Và ánh nhìn còn đọng trên vầng trán. Ở lại với những bức tường, và ta Bện mái tóc của mình xung quanh cổ Không theo những người đã bỏ ra đi. :5 Không theo những người đã bỏ ra đi Do vì sợ hãi hay vì tuyệt vọng Hay tại vì họ đã không tin tưởng Hay không nhìn ra chút ý nghĩa gì. Ta xin cám ơn những lát bánh mỳ Ơn vị đắng và con dao gỉ sét Và sẽ mang ơn với từng giọt nước Của thánh thần đến từ giữa trời kia. Một chiếc khăn tay và vẻ vô tình Còn quí hơn những lá cờ của giặc Và những bài thơ không ngủ hằng đêm Ta vẫn đọc cho bốn bức tường điếc Và dù thời buổi khó nhọc gian nan Ta sẽ đợi cùng những người đã chết. 6 Ta sẽ đợi cùng những người đã chết Cho đến khi hoa cỏ của mùa xuân Và màu xanh tươi mát sẽ bừng lên Bằng những lời do nhà thơ thêu dệt. Ngôi nhà hoang và bạn bè đã chết Ta làm sao từ giã họ cho đành Hoa cỏ trên mộ chí nói nhiều hơn Là những gì từ miệng ai nói phét. Nỗi đau, tiếng cười của họ còn đây Dù mờ phai trang phục của những ngày Những bước chân đã từng qua điệu nhảy. Bỗng bừng lên vệt sáng từ ống nhòm Trong áo choàng... Ta đã quen chờ đợi Từ mùa xuân cho đến cuối mùa đông. 7 Từ mùa xuân cho đến cuối mùa đông Mùa đông qua sẽ lại đến mùa xuân Praha thoát ra từ bóng tối Và khoác lên vẻ tươi mới tưng bừng. Trời tháng Tư. Mặt trời như chiếc bình Sẽ rót ra dòng sữa mới trinh nguyên. Xin hãy cầm lấy một nhành hương thảo Và nói nơi nào ta sẽ đợi em? Và trong vườn quanh tháp cổ Týna Sau tiếng chuông đồng hồ buông chậm rãi Những chiếc găng tay em sẽ tháo ra. Lắng nghe tiếng chuông bên cửa tò vò Ta như bóng tối khát khao ánh sáng Đứng đợi như người bên lối đi kia. 8 Đứng đợi như người bên lối đi kia Ta kiên nhẫn, trung thành và tin tưởng Giống như người đưa bàn tay mở rộng Hứng từng giọt mưa đến những giọt mưa. Và gió đùa với gió. Ta đợi chờ Dường như thấy ánh bình minh lóe sáng Từ ô cửa sổ bên trong tu viện Rồi chìm vào trong bóng tối mờ xa. Còi báo động lại vang lên lần nữa? Có vẻ như tất cả lại u mờ Tại vì sao những chiếc ô rộng mở? Hay Praha bị trời bắt lần nữa Trao vào tay ai đó, cho quân thù Nếu cú đêm lại kêu lên lần nữa? 9 Nếu cú đêm lại kêu lên lần nữa Theo bậc thang vào tăm tối ngôi đền Ta mò mẫm, sờ soạng để bước lên Nhưng ngọn đèn ta không tắt ở đó. Và khi sống trong những ngày gian khó Khi chúng ta cảm nhận thấy rất gần Với những hòn đá lạnh dưới bàn chân Và từng chiếc đinh đóng trên bục cửa. Nhưng nếu nguyện cầu không thấu trời xanh Không thấu Đấng có quyền lực vô song Để cái nhìn ánh vẻ đầy bất lực. Và Ngài vẫn quyết ra tay trừng phạt Nghĩa là ta chỉ đáng loài cỏ rác Cơn giận của Ngài quyền lực vô song. 10 Cơn giận của Ngài quyền lực vô song Khi Ngài muốn cho mọi điều như thế Xương thịt ta cho móng vuốt kền kền Và thành phố cho trận mưa tên lửa. Thì cứ để cho mọi điều như thế Hãy để trâm cài trên chiếc áo choàng Sẽ ánh vàng lên, một khi tháp chuông Từ trên cao hãy còn chưa đổ vỡ. Duy chỉ có một điều làm ta sợ Là nhận ra trang phục giữa hoang tàn Xin cứu chúng con khỏi sự hoang mang. Bởi vì Ngài có khả năng gìn giữ Nụ cười của Ngài và lời nguyện cầu Là giọt lệ trong muôn vàn giọt lệ. 11 Là giọt lệ trong muôn vàn giọt lệ Cho trở nên mạnh mẽ những bức tường Để những cây khô khi đến mùa xuân Sẽ nở hoa tưng bừng như thường lệ. Và những giai điệu mùa xuân như thế Sẽ rót ra ly cốc của ngàn hoa Cả hương thơm lẫn màu sắc quay về Và tiếng ngân vang tưng bừng lặng lẽ. Người mang cuộc sống theo mình như thế Như mùa xuân rảo bước với chân trần Làm gãy ngang đôi cánh của satan. Xin hãy khóc cho những ai yếu đuối Giọt nước mắt từ đôi mắt của người Sẽ rửa sạch lời nguyền từ trên mái. 12 Sẽ rửa sạch lời nguyền từ trên mái Để mùa xuân tiếng động mới vang lên Để cho không còn thấy những trận bom Mà thành phố thân yêu từng nếm trải. Để sống trong đủ đầy và thư thái Với tự do đầy đủ mọi sắc màu Không vì nỗi đau, không vì sợ hãi Bởi cuộc đời, có phải cái chết đâu! Ngủ trên kiếm thì chẳng còn giấc mộng Nhưng tay không làm sao khỏi diệt vong Và làm sao ngủ được như đã từng. Và giờ đây trong yên bình tĩnh lặng Tôi đã kêu lên điều này trong mộng Tất cả những gì còn ở trong tim. 13 Tất cả những gì còn ở trong tim Như tên trộm từ những ngày rách nát Khi xấu hổ khoác lên quần áo đẹp Và ba hoa khi nói tới lương tâm. Khi thế gian trong điên đảo quay cuồng Phân chia thế giới – một lũ súc sinh Giả gương mặt người trên bờ vực thẳm. Cười nhạo rằng chẳng hề có quê hương. Khi vành đai thắt chặt lấy đám đông Khi con người bị con người đè nén Thì vô tình áp lực sẽ nhiều hơn Và những gì trong bóng tối xa xăm Bên những ô cửa sổ mù và điếc Trong những bài ca ta vẫn giữ gìn. 14 Trong những bài ca ta vẫn giữ gìn Vẻ tuyệt vọng của thành phố về đêm Và ngọn gió như nhắc đi nhắc lại Bên tai ta rằng chẳng có ánh đèn. Nhưng dù trong lửa khói, trong bóng đêm Như đứa con theo mẹ mọi nẻo đường Ta yêu Người như một người phụ nữ Tên của một người thân thiết, yêu thương. Người có vẻ như đỏng đảnh thất thường Trăng trên bàn tay như một cây đàn Lại tỉnh táo như một người biết được Giữ đồng hồ trong tay, từng giờ khắc Như người lính canh ngày đêm cảnh giác Ôi Praha! Người như hớp rượu vang. 15 Ôi Praha! Người như hớp rượu vang Cả khi Người chìm ngập giữa tan hoang Và ngôi nhà đổ kềnh trên ngưỡng cửa Máu của người trong đất sét ngập tràn. Không theo những người đã bỏ ra đi Ta sẽ đợi cùng những người đã chết Từ mùa xuân cho đến khi đông hết Đứng đợi như người bên lối đi kia. Nếu cú đêm lại lần nữa kêu lên Cơn giận của Ngài quyền lực vô song Là giọt lệ trong muôn vàn giọt lệ. Từ trên mái nhà lời nguyền sẽ rửa Tất cả những gì còn ở trong tim Trong những bài ca ta vẫn giữ gìn Bản dịch của Nguyễn Viết Thắng |